# Тит Гатерий Непот Ацинат Проб Публиций Матениан
Тит Гатерий Непот Ацинат Проб Публиций Матениан (лат. Titus Haterius Nepos Atinas Probus Publicius Matenianus) — римский политический деятель первой половины II века.
О происхождении Матениана нет никаких сведений. Первые сведения о нём относятся к периоду дакийских войн времен императора Траяна. В 114 году Матениан принял участие в походе в Армению. В 115—117 годах он отличился во время кампании в Атропатене и Осроене.
В 120—124 году, по всей видимости, Матениан в должности префекта руководил Египтом. В 130—134 годах он находился на посту легата пропретора провинции Аравия Петрейская. В 134 году Матениан был отправлен на подавление восстания Бар-Кохбы. В том же году он был назначен заочно консулом-суффектом, не оставляя при этом вверенной ему провинции. Матениан отличился в подавлении иудейского восстания, за что в 135 году получил триумфальные одеяния. С 138 по 142 год он занимал должность легата пропретора провинции Верхняя Паннония. О дальнейшей его биографии ничего не известно.